# Eliza Doolittle
Eliza Caird, dite Eliza Doolittle est une chanteuse, auteure-compositrice et activiste britannique, née le 15 avril 1988 à Londres.
Elle a signé chez Parlophone depuis octobre 2008. Son premier album éponyme Eliza Doolittle sort le 12 juillet 2010, et fait ses débuts à la troisième position dans les charts britanniques.
En juin 2013, elle sort son nouveau single intitulé Big When I Was Little. Il figure sur les playlists de la BBC : BBC Radio 1 et Radio 2. Le titre figure sur son second album studio In Your Hands. 

## Biographie

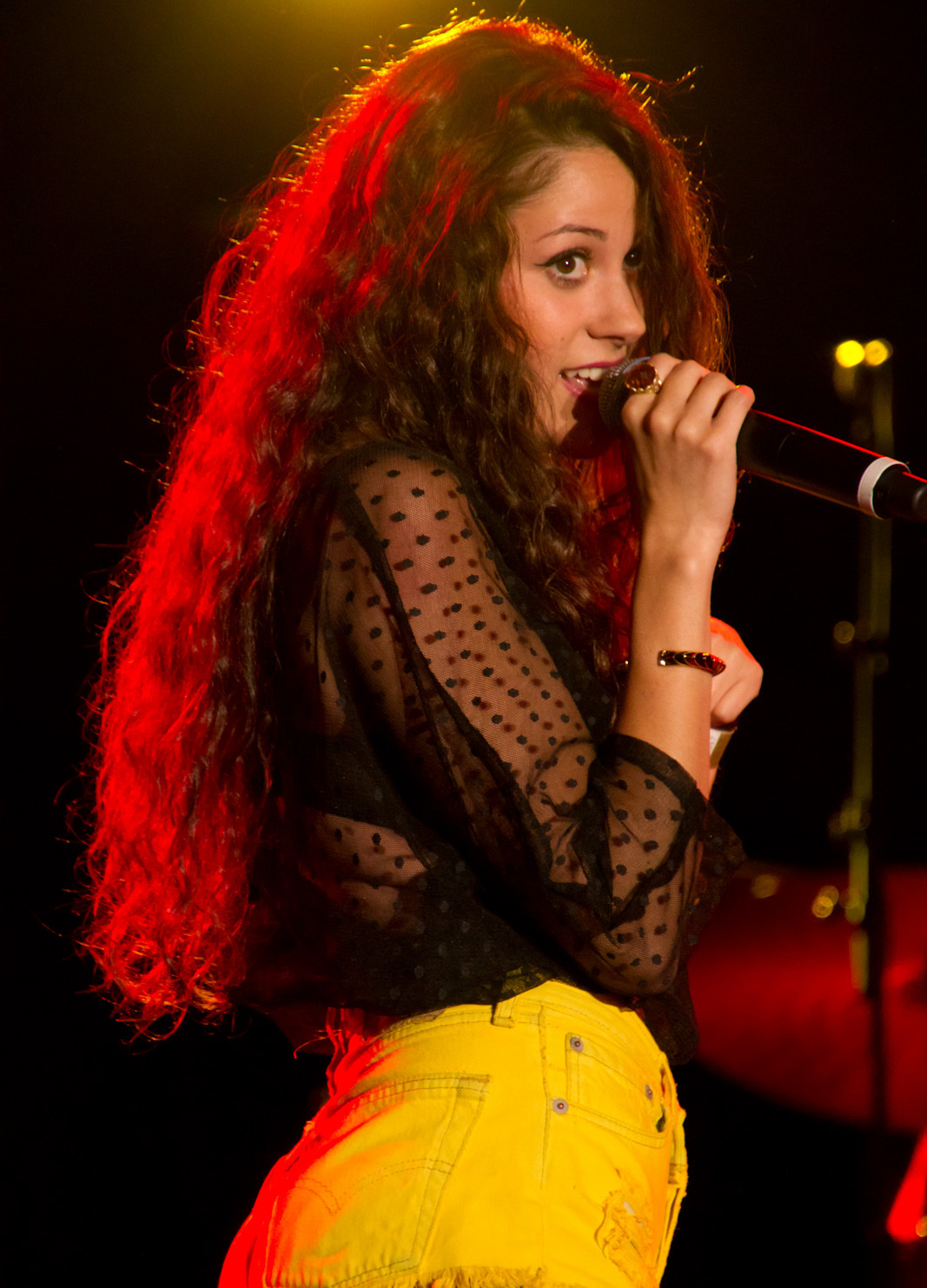
Eliza Doolittle en concert en 2011

Eliza Doolittle est née sous le nom d'Eliza Sophie Caird dans le quartier de Westminster à Londres. Son nom de scène Eliza Doolittle est emprunté à l'héroïne de la comédie musicale My Fair Lady et est utilisé par l'artiste depuis sa plus tendre enfance. Son père est John Caird, un metteur en scène, écrivain de pièces de théâtre, de comédies musicales et d'opéras. Sa mère est l'actrice et chanteuse Frances Ruffelle, connue pour avoir joué le rôle d'Éponine dans la version anglaise des Misérables d'après Victor Hugo. Eliza est également la petite-fille de Sylvia Young, fondatrice d'une école de théâtre à Londres, et la nièce d'Alison Ruffelle, actrice et productrice. 
Elle a huit frères et sœurs. Ses parents se séparent lorsqu'elle est âgée de 4 ans. 
Elle fréquente la Channing School for Girls dans le quartier de Highgate puis le Westminster Kingsway College. Elle grandit dans un univers créatif aux côtés de sa mère qui représente la Grande-Bretagne à l'Eurovision en 1994 alors qu'Eliza n'a que 6 ans. Depuis son plus jeune âge, Eliza rêve de devenir chanteuse et de composer sa propre musique. 
Elle a une brève carrière au théâtre sous son vrai nom, Eliza Caird. Elle joue le rôle de Cosette jeune dans Les Misérables à Londres entre 1996 et 1997. Ses parents se sont rencontrés pendant la production originale de la pièce de théâtre, il était co-directeur et elle occupait le rôle d'Eponine. 
En 2001, Eliza obtient le rôle principal dans la comédie musicale The Secret Garden.

## Parcours

### Débuts
Avant d'entrer dans les charts, Eliza Doolittle part en tournée en Grande-Bretagne avec son groupe. Durant sa tournée Playground Unplugged Tour, elle joue dans plusieurs lycées londoniens tels que : Kingsdale School, Hagley RC High School ou encore The Magna Carta School. Le premier EP éponyme de la chanteuse sort le 29 novembre 2009 et comporte les chansons Rollerblades, Moneybox, Police Car et Go Home. 
À la suite de la sortie de l'EP, Rollerblades est remixé par le groupe Plastic Little tandis que Sam Young et Jamie XX s'attaquent à Money Box.

### Eliza Doolittle(2010-2013)
Début 2010, avant la sortie de son premier album, la chanteuse participe au single I Put a Spell on You organisé par Shane MacGowan, qui vient en aide aux victimes du tremblement de terre ayant touché Haiti en 2010.
Son premier single Skinny Genes issu de son album éponyme sort le 12 avril 2010 et atteint la 22e place des charts anglais. Lors d'une interview avec Steve Lamacq pour la BBC, elle s'exprime sur les paroles de sa chanson : « c'est un scénario où tu trouves quelqu'un très agaçant, mais où tu te rappelles que vous avez tout de même passé un bon moment sous les draps ».
Le deuxième single d'Eliza Doolittle, intitulé Pack Up, sort le 5 juillet de la même année et se hisse à la 5e place des charts 6 jours après sa sortie.
Sa chanson Running For Life figure sur la bande originale du film Adulthood (en). 
En mars 2011, elle apparaît sur la programmation du festival South by Southwest à Austin. Le mois d'après, elle part en tournée en Grande-Bretagne.
En 2013, la chanteuse collabore avec le groupe Disclosure sur la chanson You & Me issue de leur premier album Settle. 
Début 2013, elle commence l'écriture de son second album. Dans une interview pour le magazine Elle, la jeune femme se confie sur son expérience artistique : « Je montre une nouvelle partie de moi-même dans ce nouvel album. Lors de mon premier opus, je n'avais pas beaucoup d'expérience. Cela fait maintenant plus de trois ans que je ressens et voit des choses que je n'avais encore jamais eu l'occasion de ressentir auparavant. J'ai en quelque sorte répondu à des questions qui en ont engendré des centaines d'autres. Je pense que je suis passée par une phase par laquelle tout le monde passe à cet âge là. J'ai écrit pratiquement tous les jours mes émotions et mes pensées, et cet album est composé des chansons qui me tiennent le plus à cœur ».

### In Your Hands(2013-2016)

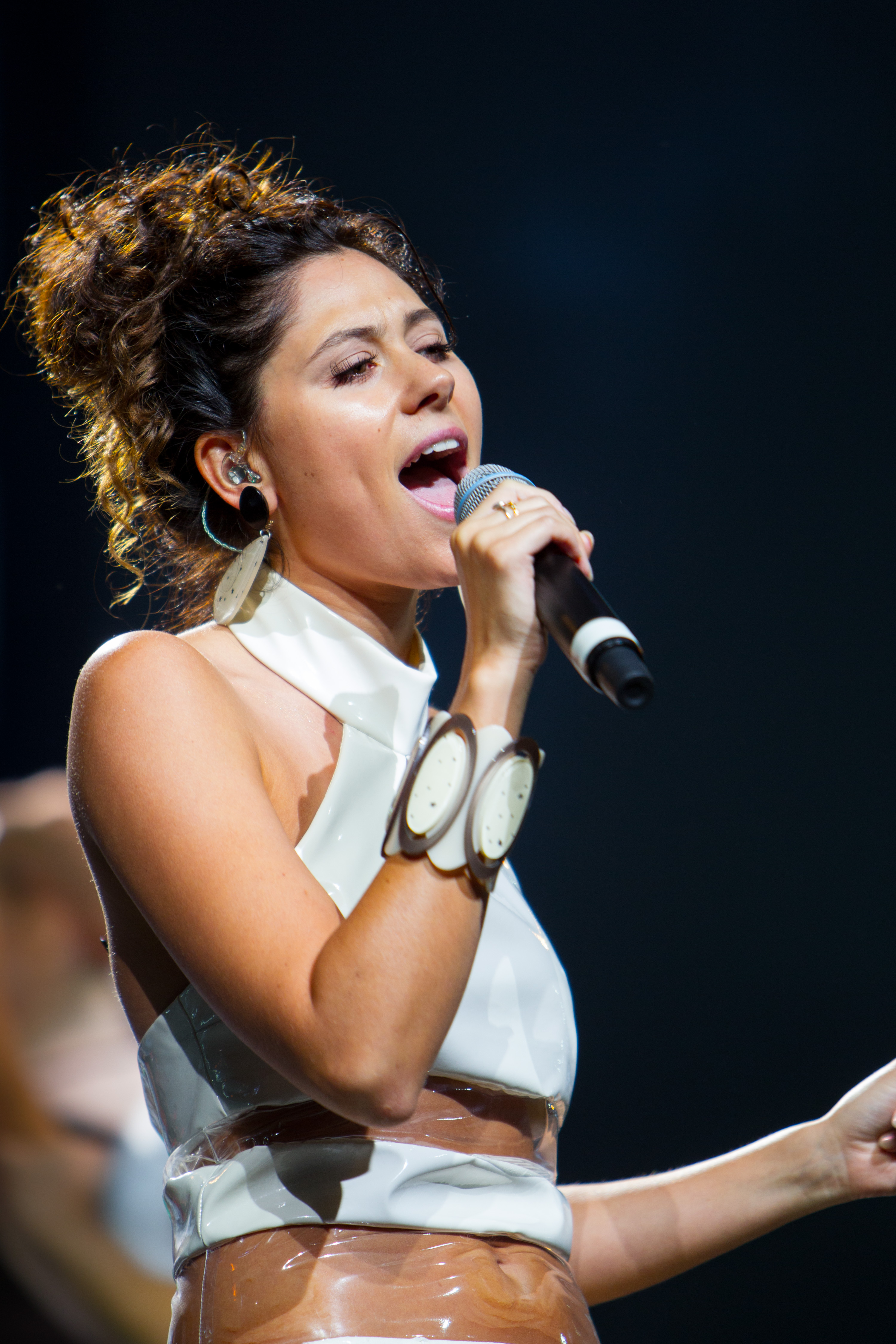
Eliza Doolittle en concert en 2014.

Le 7 juin 2013, Eliza Doolittle présente son premier single Big When I Was Little issus de l'album In Your Hands. Le vidéoclip de la chanson sort le 16 juin sur sa chaîne YouTube. 
En décembre 2013, elle joue le rôle d'une chanteuse de boite de nuit dans la série télévisée The Great Train Robbery diffusée sur BBC One. 
En mars 2014, elle prend part à l'enregistrement de la chanson officielle de l'Angleterre pour la Coupe du Monde. Elle collabore entre autres avec Melanie C, Emma Bunton, Katy B, Conor Maynard, Pixie Lott et Kimberly Walsh. De nombreux footballeurs tels que Gary Lineker, Geoffrey Hurst, Michael Owen, David Seaman ou encore Glenn Hoddle participent également au projet. La chanson est une reprise de Greatest Day du groupe Take That, et est enregistré au Sarm Studios à Londres.

### 2017 - présent: Changement de pseudo,A Real RomanticetA Sky Without Stars
En 2017, elle change de pseudo pour ELIZA, et change aussi de style musical. Le 12 Décembre 2018 elle sort un nouvel album, A Real Romantic.
En 2022, après la sortie de plusieurs single, elle annonce la sortie d'un nouvel albul A Sky without stars. Album qui fut bien reçu par les critiques. Par exemple, Dom Taylor, journaliste du site The Pit spécialisé dans la critique de R&B, dit que l'album "laisse la musique nous guider" et "peut être résumé en une sensation irrésistible de soul. L’exploitation, transcendante, de la sensation que le temps perd tout sens, spécifique à la soul." Becca Hemens, du magazine Haste, décrit un concert d'ELIZA suivant la sortie de cet album comme une "expérience énigmatique et sensuelle d'un album d'innovation mélodique et de pouvoir féminin" et dit avoir été "frappée par l'aura mystique" d'ELIZA. 

## Carrière de mannequin
En 2010, Eliza Doolittle devient ambassadrice pour la marque de vêtement Nike. 
En 2011, elle rejoint l'agence de mannequin Select Models située à Londres, qui a notamment lancé la carrière de Sienna Miller.
Lors d'une interview avec le quotidien Metro, la chanteuse avoue ne pas se considérer comme un mannequin, mais espère que cette démarche l'aidera à gagner en notoriété.  

## Discographie

### Albums studio
| Eliza Doolittle | - Sortie: 12 July 2010 - Label: Parlophone - Formats: Digital download, CD    | 3  | 46 | 100 | 38 | 101 | 10 | 45 | - UK: Platinum |  |  |  |  |  |  |  |  |
| In Your Hands   | - Sortie: 14 October 2013 - Label: Parlophone - Formats: Digital download, CD | 25 | —  | —   | —  | —   | 71 | —  | - UK: Argent   |  |  |  |  |  |  |  |  |
|                 |                                                                               |    |    |     |    |     |    |    |                |  |  |  |  |  |  |  |  |

### Singles
| Skinny Genes          | 2010 | 22  | 42  | 71 | —  | —  | 42 | 42 | 90 | 48 |          | Eliza Doolittle |  |  |  |  |  |
| Pack Up               | 2010 | 5   | 10  | 34 | 37 | 16 | 49 | 6  | 8  | 75 | - UK: Or | Eliza Doolittle |  |  |  |  |  |
| Rollerblades          | 2010 | 58  | 61  | —  | —  | —  | —  | —  | —  | —  |          | Eliza Doolittle |  |  |  |  |  |
| Mr Medicine           | 2011 | 130 | —   | —  | —  | —  | —  | —  | —  | —  |          | Eliza Doolittle |  |  |  |  |  |
| Big When I Was Little | 2013 | 12  | 77  | —  | —  | —  | —  | —  | —  | —  |          | In Your Hands   |  |  |  |  |  |
| Let It Rain           | 2013 | 55  | —   | —  | —  | —  | —  | —  | —  | —  |          | In Your Hands   |  |  |  |  |  |
| Walking on Water      | 2013 | —   | 123 | —  | —  | —  | —  | —  | —  | —  |          | In Your Hands   |  |  |  |  |  |
| Big City              | 2015 | —   | —   | —  | —  | —  | —  | —  | —  | —  |          | Shaun le mouton |  |  |  |  |  |
|                       |      |     |     |    |    |    |    |    |    |    |          |                 |  |  |  |  |  |